# Copia conforme all'originale
La copia conforme all'originale è un atto o un documento che ne riproduce un altro, solitamente emesso da una pubblica amministrazione o da un pubblico ufficiale per legge autorizzato a tale funzione, che attesta con dichiarazione formale la fedele corrispondenza della copia all'originale.
L'attestazione di conformità non certifica la genuinità del documento originale, ma solo la fedele corrispondenza ad esso della copia. Gli atti dei quali è possibile produrre una copia conforme possono essere tanto pubblici (cioè di diritto pubblico) che privati (di diritto privato).

## Diritto italiano
Il Codice civile italiano disciplina la probatorietà delle copie agli articoli 2714 e seguenti, con particolare riguardo alla pubblica fede.
L'operazione, con la quale si conferisce alla copia l'attestazione di conformità all'originale, è chiamata "autentica" (e si parla infatti anche di "copia autentica") se dall'attestazione conseguano particolari effetti giuridici, che la rendano equipollente all'originale; la copia è invece detta "semplice" quando, pur attestandosene la conformità in modi analoghi, la qualità dell'atto resti meramente documentaria. La distinzione è riportata spesso in modo improprio nel parlare comune.
Il DPR 445 del 28 dicembre 2000, ha introdotto alcuni snellimenti delle procedure per l'autenticazione delle copie di atti (che tengono peraltro conto delle nuove forme elettroniche di redazione di alcuni atti), rivedendo la precedente disciplina introdotta dalla legge 15 del 4 gennaio 1968.
Precisamente, all'articolo 18 il decreto stabilisce che, date le nuove tecnologie, «le copie autentiche, totali o parziali, di atti e documenti possono essere ottenute con qualsiasi procedimento che dia garanzia della riproduzione fedele e duratura dell'atto o documento. Esse possono essere validamente prodotte in luogo degli originali». Circa i soggetti abilitati al rilascio dell'attestazione di conformità, lo stesso articolo indica al suo secondo comma che l'autenticazione delle copie può essere fatta dal pubblico ufficiale dal quale è stato emesso o presso il quale è depositato l'originale, o al quale deve essere prodotto il documento, da un notaio, cancelliere, segretario comunale, o altro funzionario incaricato dal sindaco.
Secondo l'articolo 19 del medesimo decreto è inoltre possibile, partendo da una copia fotostatica del documento, procedere autonomamente alla creazione di una copia conforme all'originale tramite un'autocertificazione, e validamente produrla in luogo dell'originale, solo se si tratta di un documento rilasciato o conservato da una pubblica amministrazione. 
Per questo, qualsiasi documento può essere dichiarato conforme all'originale anche da soggetti privati, ad esempio da professionisti nell'ambito delle loro mansioni, quando viene registrato o conservato anche presso una pubblica amministrazione.
La copia conforme certificata (ad esempio, in uso per mandati e procure citati in alcuni tipi di atti notarili) ha lo stesso valore legale del documento originale, a tutti i fini e gli effetti di legge. Talora nel frontespizio, è indicato il numero totale delle pagine di cui consta il documento.
Se lo stesso documento originale non è unico, si può indicare che viene rilasciato in numero 3 di 3 copie (originali e firmate) ad unico effetto, in modo che il possesso e l'esibizione di una singola copia produce gli stessi effetti di legge delle rimanenti.